# György Tumpek
György Tumpek (n. 27 ianuarie 1929, Budapesta, Regatul Ungariei – d. 21 decembrie 2022, Szigethalom, Pesta, Ungaria) a fost un înotător ce a reprezentat Ungaria, medaliat olimpic. A participat la o ediție a Jocurilor Olimpice (1956) în care a câștigat o medalie de bronz.

## Participări
Lista de mai jos prezintă principalele competiții la care a participat György Tumpek de-a lungul carierei.
- swimming at the 1956 Summer Olympics – men's 200 metre butterfly[*]